# Thanh Hiên thi tập
Thanh Hiên thi tập (清軒詩集, Tập thơ Thanh Hiên) là tập thơ chữ Hán đầu tiên của Nguyễn Du (阮攸; 1765–1820, tên chữ là Tố Như, hiệu là Thanh Hiên).
Theo Văn học 11 tập I thì thi tập này được ông viết vào những năm trước 1802, để nói lên tình cảnh, tâm sự của mình trong hoàn cảnh lênh đênh, lưu lạc hoặc trong thời gian ẩn náu ở quê nhà, lúc gia đình đã sa sút theo đà sụp đổ của chế độ Lê - Trịnh.

## Tiểu dẫn
Thơ chữ Hán Nguyễn Du cho biết tập thơ hiện chỉ còn 78 bài và các bài được chép không theo một thứ tự nào. Do đó, nhóm biên soạn do GS. Lê Thước & GS. Trương Chính chủ biên đã phải dựa vào đời sống & tâm sự của nhà thơ để sắp xếp, phân chia chúng vào ba giai đoạn:
- Mười năm gió bụi: (1786 - khoảng cuối 1795 đầu năm 1796): tức năm Tây Sơn bắt đầu đưa quân ra Bắc Hà, cho đến năm Nguyễn Du trở về quê nhà ở Hồng Lĩnh,
- Dưới chân núi Hồng (1796-1802): quãng thời gian ông về ẩn tại quê nhà (Hà Tĩnh).
- Làm quan ở Bắc Hà (1802-1804): quãng thời gian ông bắt đầu ra làm quan cho nhà Nguyễn.

## Vài ý chính
Trích trong các sách:
Thơ chữ Hán Nguyễn Du:
Năm 1789, Nguyễn Huệ đánh tan hai mươi vạn quân Thanh, đã làm nhiều người có tư tưởng chống Tây Sơn phải chùng bước, trong số đó có Nguyễn Du. Cho nên, trong bấy nhiêu bài thơ làm Thanh Hiên thi tập, toàn là một điệu cảm thương của người tuyệt vọng...
Văn học 11 tập I:
Thanh Hiên thi tập chứa đựng tình cảm quê hương thân thuộc, có khi ốm đau mà chẳng thuốc thang gì, có lúc đói rét phải nhờ cậy vào lòng thương của người khác. Tâm sự của tác giả trong thời kỳ này là một tâm sự buồn rầu, có khi chán nản, uất ức...
Từ điển Văn học (bộ mới):
Thanh Hiên thi tập chính là tâm tình của Nguyễn Du trong những năm tháng sống long đong vất vả ở Thái Bình (quê vợ), cũng như ở Tiên Điền (quê nhà).
Những bài thơ làm ở Thái Bình hay than thở về cuộc sống, nay đây mai đó, hết ở nhờ nhà người này lại ở nhờ nhà người khác, "thân thế trăm năm phó mặc cho gió bụi" (Mạn hứng), "mới rét mà đã thấy khổ vì thiếu áo" (Thu Dạ) và lúc nào cũng "ở đất khách, giả vụn để phòng thói tục, gặp thời loạn vì muốn giữ toàn mạng nên luôn sợ người ta" (U cư)...
Trong những bài làm trong thời gian về Tiên Điền (Hà Tĩnh), nhà thơ cũng có một tâm lý chán chường như thế. Có lúc, Nguyễn Du muốn đi ở ẩn, muốn trốn vào tôn giáo, rồi có lúc ông lại muốn hành lạc (Hành lạc từ). Nói vậy, nhưng không thể làm vậy, cho nên ông lại tiếp tục với nỗi buồn của mình và than thở cho cuộc đời nghèo túng.
Những bài thơ Nguyễn Du viết khi ra làm quan cũng chẳng vui gì hơn. Mới ra làm, ông đã than thở mình "sinh ra vốn không mang sẵn tướng công hầu, chưa chết thì có ngày sẽ làm bạn với hươu nai" (Ký hữu)...
Nhìn chung, tất cả những điều ông viết dường như chỉ là một lớp váng nổi trên bề mặt, còn thực chất tâm sự của nhà thơ là gì, ông không nói ra cụ thể và hình như ông cũng chưa nhận thức cụ thể. Sau này, trong Nam trung tạp ngâm, vẫn là tiếng thở dài của nhà thơ trước một thực trạng mà ông không thấy có gì gắn bó; và ở đó ông cũng vẫn chưa nói rõ cái tâm sự thật của mình.
Mấy vẻ mặt thi ca Việt Nam:
Nhà thơ đau khổ, dằn vặt mình rất nhiều, thậm chí suốt đời mang một tâm hồn u ám. Tuy nhiên, cần hiểu rằng, nếu những mặt bế tắc trong tư tưởng Nguyễn Du muốn dắt ông đến buông xuôi theo định mệnh, thì những mặt lành mạnh trong tình cảm của nhà nghệ sĩ lại kéo ông về với cuộc sống, giúp ông phát hiện ra cái đẹp của tạo vật và con người, cũng như làm cho ông thao thức không nguôi trước mọi nỗi thống khổ của quần chúng....
Bảng lược đồ Văn học Việt Nam, xuất bản ở Sài Gòn trước 1975, cũng đã nêu hơn mười khía cạnh phức tạp của nhà thơ, trích một đoạn:
Bởi bị chìm đắm, bao bọc trong cõi cô liêu vô biên, cho nên Nguyễn Du luôn triền miên mang tâm thức cô đơn và hoảng sợ...Muốn san sẻ, nhưng không có lối thoát. Cho nên trong bài "My trung mạn hứng", ông nói ông có mang "một tâm sự mà chẳng biết tỏ cùng ai...và ông đã tự khóc cho thân thế của mình (Độc Tiểu Thanh ký)...
Sau khi phân tích, người soạn kết luận: 
Dựa vào mảng thơ chữ Hán của Nguyễn Du, ta thấy ông được dựng nên bằng sự nhào nặn thuần nhất bởi những chất liệu: già, tóc bạc, bệnh hoạn, điêu tàn, dang dở, hốt hoảng, xao xuyến, băn khoăn... .

## Trích thi tập
| U cư (Ở nơi u tịch, bài 2) Dịch nghĩa: Mười năm trong gió bụi, bỏ quê hương đi xa, Đầu bạc bơ phờ, ở nhờ nhà người. Đường dài, trời đã về chiều, không có bạn mới, Một nhà xuân lạnh, bệnh cũ lại nhiều. Vách nát, trăng sáng, rắn mối leo quanh, Ao hoang, nước cạn, ếch nhái nhảy ra. Người đi xa chớ đọc bài phú Đăng lâu Quá nửa tuổi xuân ở nơi góc biển. | My trung mạn hứng (Cảm hứng trong tù) Dịch nghĩa: Chung tử Trang Tích khi ốm vẫn rên bằng tiếng Việt. Bốn bể gió bụi, nghĩ tình nhà việc nước mà rơi lệ. Mười tuần lao tù, lòng coi thường sống chết. Bao giờ mới hết mối hận Bình chương ? Khó mà tìm được phong cách cao thượng của người Cô Trúc Ta có một tâm sự không biết tỏ cùng ai, Dưới chân núi Hồng, sông Quế giang sâu thẳm. |

| Mạn hứng (Cảm hứng lan man) Dịch nghĩa: Bên bãi Long vĩ có nhiều chim âu trắng, Trong ngôi nhà bên sông Lam có nhà nho nghèo. Một đời chuyên về từ phú, biết là vô ích, Sách đàn đầy giá, chỉ mình làm ngu mình. Cuộc đời trăm năm buồn thay chỉ là chốc lát, Tuổi già mua vui, tiếc quá ngắng ngủi. Biết rồi đây, khi nằm xuống dưới gò phía tây, Tiết trùng dương đến, liệu có uống được một giọt rượu nào không? | Độc Tiểu Thanh ký (Đọc tập Tiểu Thanh ký) Dịch nghĩa: Vườn hoa bên Tây hồ đã thành bãi hoang rồi, Chỉ viếng nàng qua một tập sách đọc trước cửa sổ. Son phấn có thần chắc phải xót xa vì những việc sau khi chết. Văn chương không có số mệnh mà cũng bị đốt dở. Những mối hận cổ kim, khó mà hỏi trời được, Ta tự coi như người cùng một hội, với kẻ mắc nỗi oan lạ lùng vì nết phong nhã mà mắc phải nỗi oan lạ lùng. Chẳng biết ba trăm năm sau, |